# ハートブレイクパパ
『ハートブレイクパパ』は、吉田聡による日本の漫画。講談社の『ミスターマガジン』に連載された。単行本は全2巻。

## 登場人物
財前梨花（ざいぜん りか）
子供のころからの夢だった童話作家を目指す。23歳。
大学2年の時に旅先のバラ園で運命の出会いをする。そしてその男と婚約したが、結婚式の寸前に別れてしまい、それが心の傷になっている。以来、普段は黒い服を着ている。
突然押しかけてきた英親子を追い出そうとしていたが、あることがきっかけで認めるようになる。
英誠吾（はなぶさ せいご）
元キックボクサーでチャンピオン。30歳。ワケあって11年間、侘助と旅の毎日を送っていたが、梨花の花屋で（半ば強引に）住み込みで働くことになる。普段はニット帽を被っているが、キレるとそれを脱ぐ。
英侘助（はなぶさ わびすけ）
11歳。誠吾の息子。誠吾と共に旅をしながら暮らしている。そのせいで数え切れないくらい転校している。
天馬春江（てんま はるえ）
侘助のクラスの担任で、かなりセクシーな先生。24歳。
誠吾に惚れ、色仕掛けで迫ったり強引な手段を使って、誠吾をモノにしようとする。
近づいた男はみんな不幸になるというジンクスを持っている。
天馬天造（てんま てんぞう）
童話界の大御所で、国際的な賞を7つとり、全盛期には国内の童話の売上ベスト10すべてを独占したという伝説を持つ。
春江の父。
金子
高談社という出版社の編集者で梨花の担当者。梨花に惚れている。
梨花のおばあちゃん
夫を亡くして40年経ったある日に再び胸のときめきを感じさせてくれる人に出会い、自分が経営する花屋を梨花に託して、同棲するために出て行ってしまった。